# Imma arsisceles
Imma arsisceles är en fjärilsart som beskrevs av Edward Meyrick 1937. Imma arsisceles ingår i släktet Imma och familjen Immidae. Inga underarter finns listade i Catalogue of Life.